# Castulo sheperdi
Castulo sheperdi là một loài bướm đêm thuộc phân họ Arctiinae, họ Erebidae.